# Vrolijke vrolijke vrienden
Vrolijke vrolijke vrienden is het 106de stripverhaal van De Kiekeboes. De reeks wordt getekend door striptekenaar Merho, bij dit album geassisteerd door Dirk Stallaert. Het album verscheen in augustus 2005.

## Verhaal
Marcel Kiekeboe ontvangt op een dag een brief die al 35 jaar onderweg is. De brief werd ondertekend door een zekere 'Ryan Csardeus', en wordt Marcel aangesproken als 'Robke Mac Kielee'. Hij denkt even na en herinnert zich dan een vakantie in Schapendonk, precies 35 jaar geleden. Daar had hij 3 vrienden leren kennen, die een club hadden, de VVV of de Vrolijke vrolijke vrienden. Zij hadden van al hun namen anagrammen gemaakt:
- Marcel Kiekeboe werd Robke Mac Kielee
- Andreas Cruys werd Ryan Csardeus
- Tony Steiner werd Nyno Testier
- Marino Perrzixap werd Xerrasz Piponiram

De brief vermeldt echter het volgende:
"Beste Robke Mac Kielee. Als je dit leest zit je waarschijnlijk al weer op de schoolbanken. Nadat jij vertrokken was uit Schapendonk, heb ik het grote geheim van het kasteeltje ontdekt. Dat geheim wil ik met je meedelen. Maar je moet er wel wat voor doen. Hier zijn de vijf woorden: ROEM, MIEN, ES, EI en ANIJS. Maak met die letters vier nieuwe woorden. Samen vormen ze een zin. En dat is het geheim. Schrijf me terug en laat me weten of je de oplossing gevonden hebt. Groetjes van Ryan Csardeus."
Konstantinopel wil onmiddellijk ontcijferen wat het geheim van dat kasteeltje is, terwijl Marcel Kiekeboe op zoek gaat naar zijn eigen verleden.

## Culturele verwijzingen
- De titel is afgeleid van de gelijknamige populaire single, Vrolijke vrienden van Bob Davidse.
- Andreas Cruys is een woordspeling op een Andreaskruis of Andrieskruis
- Het Oost-Europese staatje "Kashpôh" is een woordspeling op het Franse woord cache-pot, of een omhulsel van een bloempot.
- Marino Perrzixap is een woordspeling op "perziksap".
- Tony Steiner en Gerolf Steiner zijn woordspelingen op respectievelijk Tönissteiner en Gerolsteiner, beide Duitse merken bronwater. Verder heeft prof. G. Steiner onder het pseudoniem Harald Stümpke de fictieve diergroep Rhinogradentia beschreven in Bau und Leben der Rhinogradentia.[1].
- Op vraag van Merho tekende Dirk Stallaert de politieagent gebaseerd op de Champetter uit De Lustige Kapoentjes.
- De eerste scène waarin de jonge Marcel Kiekeboe met zijn ouders kampeert nabij Het Uytschot, is mogelijk geïnspireerd op de proloog van de film The Lost World: Jurassic Park.